# Castillo de Feria
El castillo de Feria es una fortificación medieval situada en la cima de una colina muy encrespada junto a la localidad española de Feria (Badajoz). Tiene la particularidad de estar rodeado por unas llanuras de enorme extensión por lo que tenía un gran valor militar muy estratégico. En la falda de esta colina está el pueblo de Feria que es un municipio español, perteneciente a la provincia de Badajoz y perteneciente a su vez de la comunidad autónoma de Extremadura. La población se asienta en la vertiente meridional de la Sierra Vieja, a medio camino entre Santa Marta y Zafra. Pertenece a la comarca de Zafra - Río Bodión y al Partido judicial de Zafra.

## Los orígenes
En 1394, el rey Enrique III entregó la villa a Gomes Suárez de Figueroa, maestre de la Orden de Santiago, con el título de Conde de Feria. Más tarde, Lorenzo Suárez de Figueroa, hijo del anterior, fue nombrado Duque de Feria, llegando así en esta época el Señorío de Feria a su culmen, construyéndose además la mayor parte de lo que sería el castillo de la localidad, conocido como Castillo de Feria.
Pero ya mucho antes los celtas, aproximadamente en el año 850 años a. C. poblaban este lugar y le daban el nombre de Seria. Posteriormente, los romanos construyeran un castro en el mismo lugar donde hoy está el castillo y posteriormente lo toman los árabes para edificar en el siglo XI una pequeña alcazaba y la llamaron Seridja. Al comienzo del siglo XI, Al-Aftas, fundador de la Taifa de Badajoz, se ocupó de ampliar las defensas de Feria y otras fortalezas más, con instalaciones para hacerlas efectivas contra los reyezuelos de Sevilla,  Córdoba y Carmona. Se ampliaba la línea de defensa de Sierra Morena que se extendía por el Castellar de Zafra, Tentudía, Montemolín y Reina. Las rocas cuarcíticos del apuntado otero  cónico se vieron desde resaltados como su primera torre defensiva.

## La estructura

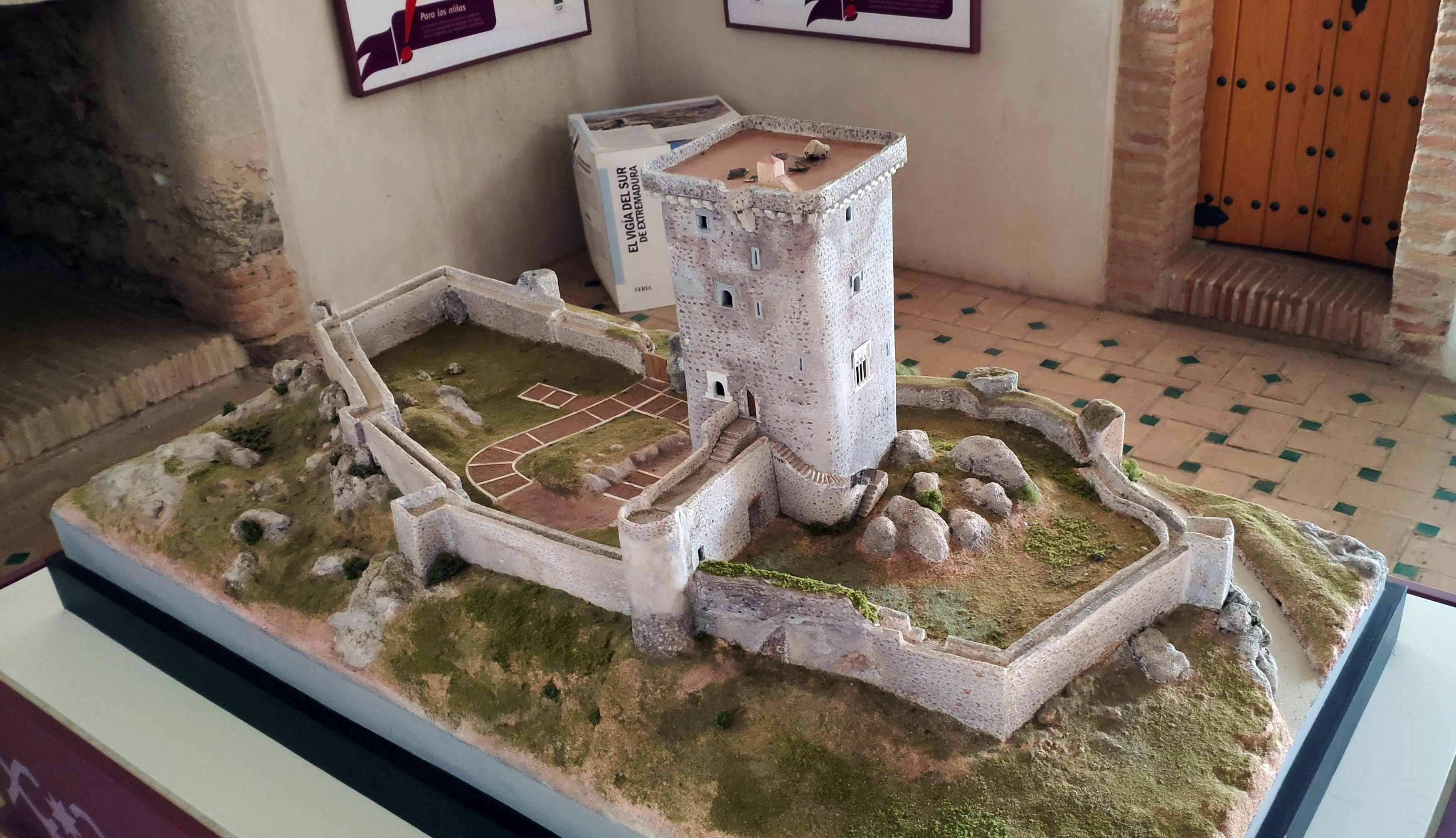
Maqueta del castillo de Feria.

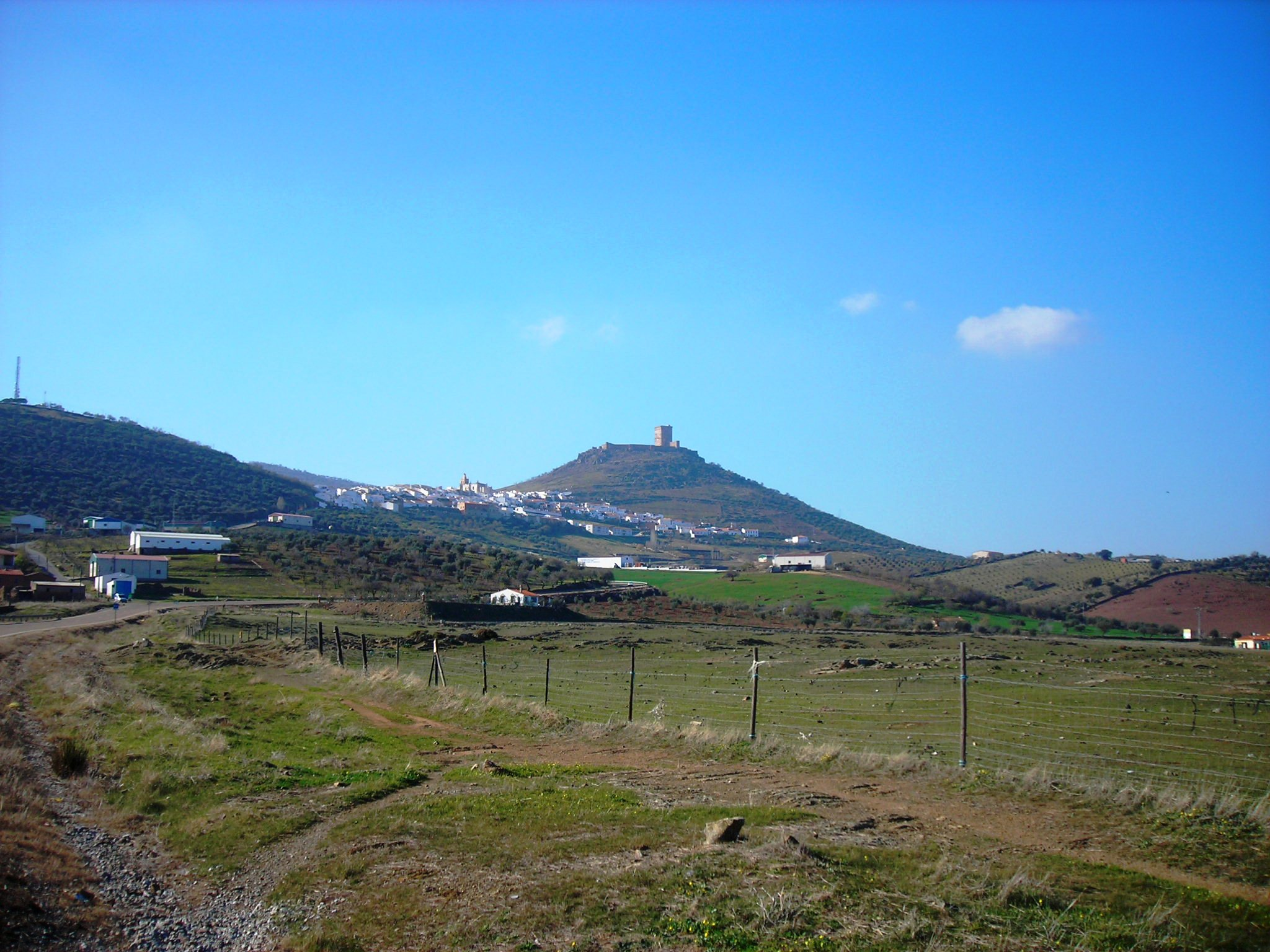
Castillo y pueblo de Feria desde la llanura.

Como ya se indicó, debido a su situación estratégica, el alto en el que se encuentra el castillo de Feria ha sido utilizado como punto defensivo desde que los primeros hombres se establecieron en estas tierras. Del castillo destaca su enorme torre del homenaje, de planta cuadrada y con las esquinas redondeadas. Todo el castillo se encuentra en lo alto de un promontorio, por encima de la localidad de Feria, que domina toda la zona en muchos kilómetros a la redonda ya que le rodea un terreno muy llano a lo largo y ancho de muchos km desde donde las vistas son impresionantes. Los árabes construyeron en el siglo XI una importante fortaleza defensiva. Cerca de cuatro siglos tarde las tropas cristianas tomaron la zona y  Feria pasó a ser propiedad del  Maestre de la Orden de Santiago D.  Lorenzo Suárez de Figueroa

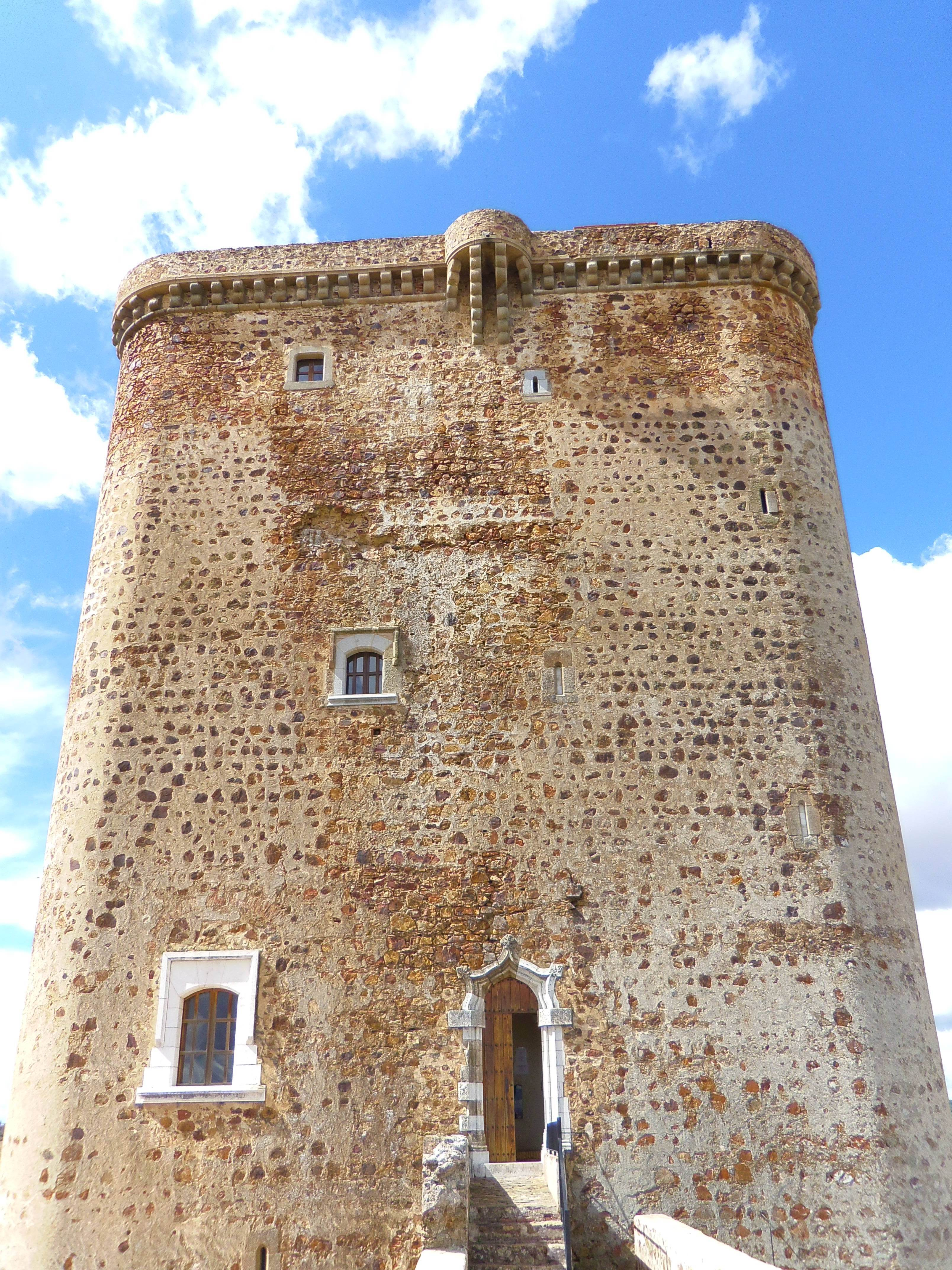
La torre del homenaje, la parte más impresionante del conjunto.

Los Suárez de Figueroa llegaron a ser propietarios de un extenso territorio conocido como «Casa de Feria» cuyo nombre proviene de la  Casa de Feria, que incluía numerosas poblaciones de la zona, incluyendo Zafra. La fortaleza de Feria tiene visión directa de los castillos de Villalba de los Barros, Zafra y Nogales (Badajoz), situados también estratégicamente para controlar y defender todo el territorio de los Suárez de Figueroa por señales ópticas mediante fuego o reflejos del sol. La primera torre y el conjunto principal del castillo de Feria se construyeron a mediados del siglo XV por don Lorenzo Suárez de Figueroa que en 1460 acometió unas importantes reformas que terminó su nieto en 1513 aprovechando las zonas más fuertes de las antiguas murallas. El resultado fue la imagen que ha llegado hasta la actualidad: una fortaleza de unos 7 000 metros cuadrados, con una plaza de armas, dividida en dos zonas por una serie de murallas en línea en medio de las cuales se alza la torre del homenaje, de 40 m de altura y 18 m de lado y llevándose a cabo posteriormente algunas reformas y reconstrucciones de mejora interna y de defensa.

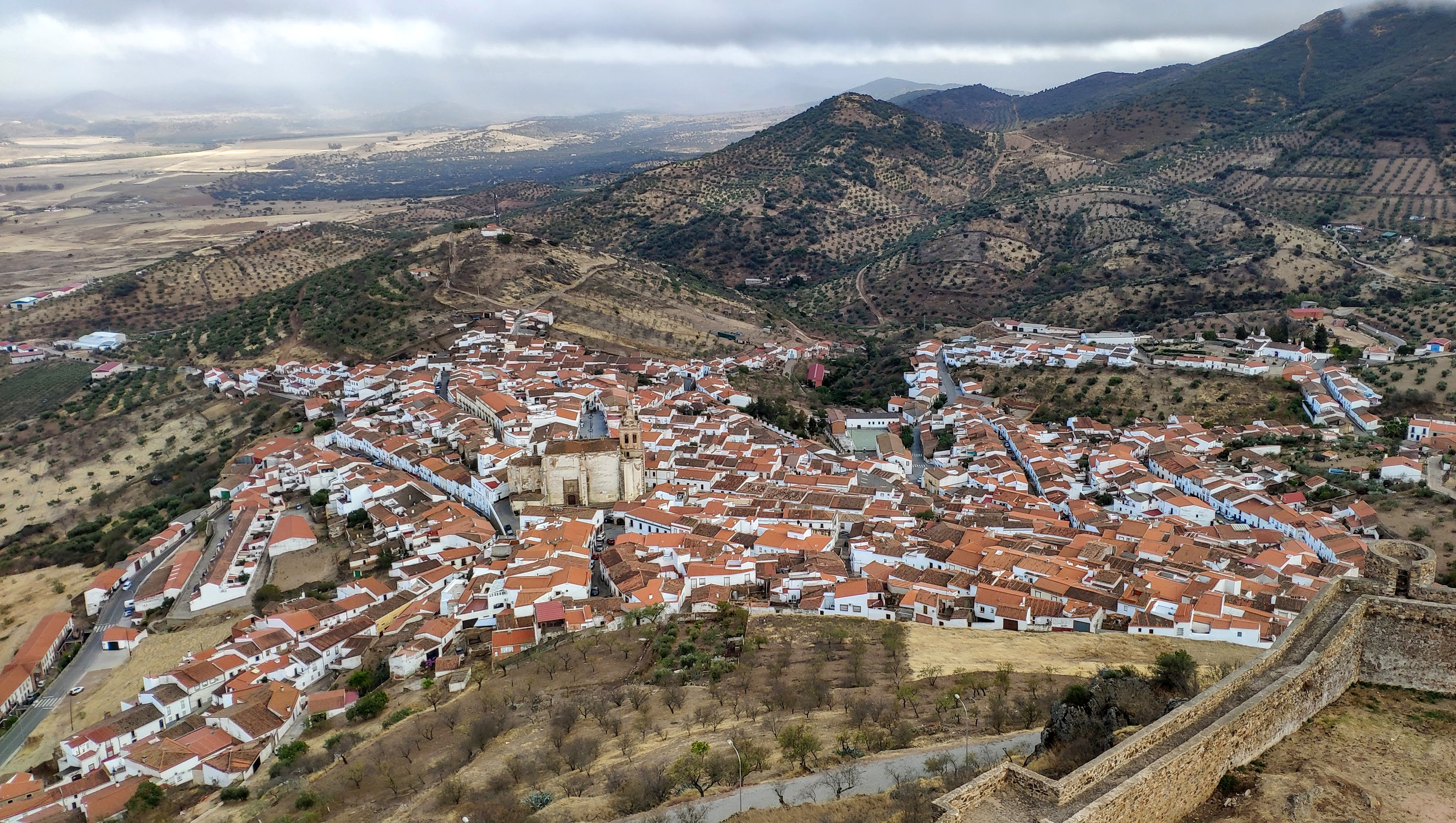
Pueblo de Feria desde el castillo

El recinto amurallado tiene un trazado que sigue la orografía del terreno y por ello la muralla es muy irregular. La muralla tiene torres, unas redondos y otras prismáticas. En el interior del recinto amurallado hay otra muralla transversal, menos fuerte, que divide el castillo en dos partes lo que permitía reagrupar la defensa uno de ellos en caso de que algunas zonas de las otra parte se viera demasiado asediada por los atacantes.La «torre del homenaje» está situada en esa zona intermedia. Se aseguraba un alto nivel defensivo en caso de emergencia mediante una disposición estratégica de entradas y salidas a la torre ya que la parte inferior de esta de la torre no tiene puertas y el acceso a las plantas habitables de la torre se realiza desde la muralla lo que dificulta muchísimo el acceso de los atacantes. 
La torre tiene cuatro cuerpos o pisos. El sótano probablemente estaría dedicado a almacén de provisiones y el aljibe. La primera planta era la de residencia del «señor del castillo» y las dos plantas superiores tendrían usos varios. Actualmente la primera planta ha sido acondicionada y restaurada. Para llenar los aljibes había un conducto que llevaba el agua recogida en la parte superior hacia el aljibe mayor situado en el sótano. Además de este aljibe, cada zona del recinto amurallado disponía de su aljibe para almacenar agua y procurar la independencia entre zonas.
A pesar del enorme volumen y gran presencia de la torre, hay detalles constructivos de mucha elegancia, como los finos recercos y  enmarques de algunas de sus ventanas, la puerta de entrada es de estilo gótico, con arco  poligonal cuyos vértices se reúene con rosetas, la cornisa sobre canecillos y el matacán redondo sobre ménsulas.